# Afrolimnophila bicoloripes
Afrolimnophila bicoloripes is een tweevleugelige uit de familie steltmuggen (Limoniidae). De soort komt voor in het Oriëntaals gebied.